# 六甲ランドAOIA
六甲ランドAOIA（ろっこうランドアオイア）は、かつて兵庫県神戸市東灘区の六甲アイランドにあったレジャー施設である。セゾングループの六甲環境計画（現在は解散。西洋環境開発の子会社）が経営していた。

## 概要
1991年7月1日にウォータースライダー「スーパーフーパー」を備えたプールゾーン「スプラッシュガーデン」がオープンした。ウォータースライダーは50本（世界最大）、周りを流れるプールは全長740m（日本最長）という大規模施設だった。
その後1992年に屋内遊園地ゾーン「ダイナヴォックス」が、1993年に屋外遊園地ゾーン「ダイナバーン」が相次いで開設されたほか、運河「キャナル＆オーシャンロック」やヨットハーバーも備え、運河では遊覧船「キャナルクルーズ」も運航していた。
当初は園内にリゾートホテル「ゲートハウス」を設置する構想もあったが、結果的には実現しなかった。
神戸新交通六甲アイランド線（六甲ライナー）のマリンパーク駅から至近距離に位置しており、交通の便は良かった。
テレビCMではダチョウ倶楽部がCMキャラクターであった。また映画『大失恋。』のロケ地としても使用された。
5,000円という高額の入場料ながらも、年間およそ200万人の人出で賑わう関西を代表する人気プールおよび遊園地だったが、1995年1月17日の阪神・淡路大震災で壊滅的被害を受け、復興には莫大な費用を要することが判明したため営業再開を断念、被害を受けたそのままの姿で放置されたまま閉鎖され、運営会社の六甲環境計画とその親会社の西洋環境開発も廃業した。
閉鎖後、イルミネーション機能を搭載した観覧車「ワンダーホイール」やメリーゴーランド、ジェットコースターなど「ダイナバーン」の一部のアトラクションは、同じ神戸市の「モザイクガーデン」に移設され、同施設が2013年に『神戸アンパンマンこどもミュージアム&モール』となった後も、観覧車のみリニューアルの上で「モザイク大観覧車」として現存している。
その後跡地は解体・整地され、運河も埋め立てられた。
2002年、跡地の西半分南側に神戸国際大学が垂水区から移転し、2012年には北側に高羽六甲アイランド小学校が開校した。
立体駐車場はそのまま放置されていたが、その後2005年に北側にオープンしたレジャープール『デカパトス』（神戸市が建設し、運営をヤマハ発動機に委託）の駐車場としても利用されていた。その後再び閉鎖され、デカパトスの駐車場は裏側の空き地を整地して使用している。